# Estado pária
Um Estado pária (também chamado de pária internacional ou pária global) é uma nação cuja conduta é considerada fora das normas internacionais de comportamento por parte ou por toda a comunidade internacional. Um Estado pária pode enfrentar o isolamento internacional, sanções ou mesmo ataque militar por países que vejam as suas políticas e ações como inaceitáveis.

## Antecedentes
Até os últimos séculos, a autoridade para designar uma nação como um Estado pária, era relativamente clara, muitas vezes cabendo a autoridades religiosas. (Por exemplo, "o Império Otomano, por exemplo, foi considerado um pária pelos Estados europeus" desde o Tratado de Westfália em 1648 até o século XIX em uma "base religiosa".) Em tempos mais recentes, no entanto, os critérios e as implicações associadas de um Estado pária, bem como as autoridades de designação, estão sujeitos a muitas divergências. Por exemplo, o estudioso nigeriano Olawale Lawal declarou:
Existem tantas questões em aberto sobre a questão do Estado Pária. Por exemplo, quem determina um Estado Pária e como uma nação se torna um Estado Pária ... Isso se torna mais profundo quando se percebe que uma nação que é um pária em uma região tem relações diplomáticas e amigáveis com outras.
Por alguns critérios, as nações podem ser consideradas párias dentro de sua própria vizinhança nos estados vizinhos. Por outros, um organismo internacional (como as Nações Unidas) ou talvez um consenso entre certas nações pode governar o significado ou uso do termo.

## Etimologia
A palavra "pária" deriva de Paraiyar, um grande grupo tribal do estado indiano de Tamil Nadu. Sob o sistema de castas, os Paraiyar eram membros da casta mais baixa, que eram chamados de outcastes (em uma tradução literal para o português, fora das castas) pelos governantes imperiais ingleses da Índia. Desde seu primeiro uso registrado em inglês em 1613, culturas em todo o mundo aceitaram o termo "pária".

## Critérios para definição
Em agosto de 2014, não existiam critérios internacionalmente aceitos para designar uma nação como Estado pária, nem havia qualquer autoridade aceita para fazê-lo. Alguns critérios estão propostos nas definições oferecidas na seção anterior. Por exemplo, Harkavy e Marks fazem referência em suas definições ao comportamento internacional de uma nação a fim de qualificá-la para um status de Estado pária. Marks vai um passo além e inclui a questão das armas nucleares em seus critérios, enquanto Weiss acrescenta "a existência desafiadora de um estado em face do não reconhecimento internacional". No entanto, o único critério de Bellany é a falta de soft power, enquanto o Penguin Dictionary of International Relations exige que os estados párias também "sofram de isolamento diplomático e generalizado opróbrio moral global".
Não existe um padrão universal para impedir que nações, organizações ou mesmo indivíduos se refiram às nações como Estados párias. Por exemplo, o comentarista político e ativista Noam Chomsky declarou em 2003 e novamente em 2014 que os Estados Unidos haviam se tornado um Estado pária. Ambas as declarações foram baseadas em resultados de pesquisas do Gallup, mostrando que apenas 10% das pessoas ao redor do mundo apoiaram a guerra dos Estados Unidos no Iraque e que 24% das pessoas no mundo acreditavam que os Estados Unidos representavam a maior ameaça à paz mundial. Esses resultados da pesquisa não estão listados entre os critérios objetivos apresentados por fontes acadêmicas, autoridades internacionais ou ONGs, ou quaisquer órgãos governamentais como critérios para designação como um Estado pária, e vão contra pelo menos um padrão acadêmico proposto por Geldenhuys, que as grandes potências mundiais, por definição, não podem ser Estados párias porque não podem ser isoladas ou prejudicadas política ou economicamente, ou colocadas em conformidade com as normas internacionais por designação de párias, seja por indivíduos ou por órgãos governamentais internacionais.
Lawal distingue entre designações subjetivas e objetivas. A designação subjetiva também pode existir em nível nacional, de acordo com os interesses e valores da nação que a designa. Se a nação designada for poderosa o suficiente, a designação de um estado pária pode se tornar objetiva com base na quantidade de pressão que o estado designador pode aplicar para obter consenso internacional. Foi o que aconteceu, segundo Lawal, quando os Estados Unidos usaram sua força dentro do Bloco Ocidental para impor o status de pária à Cuba de Fidel Castro, em vez de agir unilateralmente por meio da política externa, sem necessidade de impor o status de pária internacional. Lawal explica que o problema dos Estados Unidos com Cuba era geográfico mais do que ideológico, já que Cuba não estava mais longe dos Estados Unidos no espectro político do que a União Soviética na época, mas os soviéticos tentaram estabelecer instalações de lançamento de mísseis nucleares em Cuba, dentro de 159 km da costa dos Estados Unidos.
Lawal resumiu quatro categorias principais frequentemente usadas para qualificação como Estados párias: 1) nações que possuem ou usam armas de destruição em massa em violação dos tratados existentes, 2) nações que apóiam o terrorismo, 3) nações sem democracia e 4) nações com uma histórico de violações de direitos humanos. A esses quatro critérios, Geldenhuys acrescenta outros dois: 5) nações que promovem ideologias radicais  dentro do país ou mesmo no exterior ("exportação revolucionária"), e 6) nações que cometem atos de agressão militar no exterior. Além dessas seis categorias de conduta estatal que podem resultar na designação objetiva de um Estado pária, Geldenhuys sugere uma sétima categoria que pode obter consenso internacional: nações que estão envolvidas no tráfico internacional de drogas.
De acordo com Lawal, o direito internacional pode servir como critério objetivo. Por exemplo, os países que violam o Tratado de Não Proliferação de Armas Nucleares são freqüentemente sancionados por suas ações. Essas sanções podem incluir a designação de Estado pária, como tem sido a abordagem usada pelos Estados Unidos.No entanto, o direito internacional pode falhar a esse respeito, pois, no sistema internacional atual, a maioria dos Estados-nação reconhece sua própria supremacia jurídica sobre as leis de qualquer órgão internacional de governo. Assim, de acordo com Lawal, o consenso sob o direito internacional pode ser problemático. No caso do desenvolvimento de armas nucleares, o isolamento internacional pode ter um "efeito de empurrão" paradoxal em um estado pária, motivando o desenvolvimento acelerado de armas nucleares. Em 2012, não havia nenhuma disposição no direito internacional para o status de pária.